# Lymantria ampla
Lymantria ampla är en fjärilsart som beskrevs av Walker 1855. Lymantria ampla ingår i släktet Lymantria och familjen tofsspinnare. Inga underarter finns listade i Catalogue of Life.